# Prosopocera bouteti
Prosopocera bouteti es una especie de escarabajo longicornio del género Prosopocera, categorizada en la tribu Prosopocerini, de la subfamilia Lamiinae. Fue descrita por Lepesme en 1947.

## Descripción
Mide 13 mm de longitud.

## Distribución
Se distribuye por Gabón.